# ホビー・フェルハルスト
ホビー・フェルハルスト（ホービー・フェルフルスト、Hobie Verhulst、1993年4月2日 - ）は、オランダ・アムステルダム出身のサッカー選手。AZアルクマール所属。ポジションはGK。

## クラブ経歴
2015年2月6日、エールステ・ディヴィジのスパルタ・ロッテルダム戦でMVVマーストリヒトでのプロデビューを果たした。